# Canton de Saint-Maur-des-Fossés-2
Le canton de Saint-Maur-des-Fossés-2 est une circonscription électorale française située dans le département du Val-de-Marne et la région Île-de-France.

## Histoire

### Département duVal-de-Marne
Un nouveau découpage territorial du Val-de-Marne entre en vigueur à l'occasion des premières élections départementales suivant le décret du 17 février 2014. Les conseillers départementaux sont, à compter de ces élections, élus au scrutin majoritaire binominal mixte. Les électeurs de chaque canton élisent au Conseil départemental, nouvelle appellation du Conseil général, deux membres de sexe différent, qui se présentent en binôme de candidats. Les conseillers départementaux sont élus pour 6 ans au scrutin binominal majoritaire à deux tours, l'accès au second tour nécessitant 12,5 % des inscrits au 1er tour. En outre la totalité des conseillers départementaux est renouvelée. Ce nouveau mode de scrutin nécessite un redécoupage des cantons dont le nombre est divisé par deux avec arrondi à l'unité impaire supérieure si ce nombre n'est pas entier impair, assorti de conditions de seuils minimaux. Dans le Val-de-Marne, le nombre de cantons passe ainsi de 49 à 25.
Dans ce cadre, les trois anciens cantons de Saint-Maur-des-Fossés (Saint-Maur-des-Fossés-Centre, Saint-Maur-La Varenne et Saint-Maur-des-Fossés-Ouest) sont supprimés pour former les nouveaux cantons de Saint-Maur-des-Fossés-1 et Saint-Maur-des-Fossés-2. Ce canton comprend également des communes des anciens cantons de Bonneuil-sur-Marne (1 commune), de Ormesson-sur-Marne (1 commune) et de Sucy-en-Brie (1 commune). 
Avec ce redécoupage administratif, le territoire du canton s'affranchit des limites d'arrondissements, avec une commune + une fraction incluses dans l'arrondissement de Créteil et 1 dans l'arrondissement de Nogent-sur-Marne. Le bureau centralisateur est situé à Saint-Maur-des-Fossés.

## Représentation
| Période élective | Période élective | Mandat | Mandat   | Identité              | Nuance | Nuance | Qualité |
| ---------------- | ---------------- | ------ | -------- | --------------------- | ------ | ------ | --- |
| 2015             | 2021             | 2015   | 2021     | Jean-Daniel Amsler    |        | LR     | Cadre bancaire retraité Maire-adjoint de Sucy-en-Brie Conseiller général de Sucy-en-Brie (2010 → 2015) Vice-président de la Communauté d'agglomération du Haut Val-de-Marne (2014 → 2015) Membre du bureau de l'EPT Grand Paris Sud Est Avenir (2016 → ) |
| 2015             | 2021             | 2015   | 2021     | Marie-Christine Ségui |        | LR     | Chef de cabinet à la mairie de Villiers-sur-Marne Maire adjointe (2008 → 2014) puis maire (2014 → ) d'Ormesson-sur-Marne |
| 2021             | 2028             | 2021   | en cours | Jean-Daniel Amsler    |        | LR     | Conseiller sortant, 15e vice-président chargé des transports et de la circulation et des anciens combattants |
| 2021             | 2028             | 2021   | en cours | Marie-Christine Ségui |        | HOR    | Conseillère sortante, 6e vice-présidente chargée de la prévention et de la protection de l’enfance et de l’adolescence et de la coopération internationale                                                                                               |

### Résultats détaillés

#### Élections de mars 2015
Lors des élections cantonales de 2015, cinq binômes étaient en lice : 
- Christine Moreau et Smaine Oussedik (PS) ;
- Valérie Gervois et Alexandre Pallares (FN) ;
- Jean-Daniel Amsler (UMP, sortant - canton de Sucy-en-Brie) et Marie-Christine Ségui (UMP);
- Patrick Douet (PCF, sortant - canton de Bonneuil-sur-Marne ) et Micheline Gervelas (PCF) ;
- Jean-Paul Grange et Linda Laforge (EELV)[6]

À l'issue du 1er tour des élections départementales de 2015, deux binômes sont en ballottage : Jean-Daniel Amsler et Marie-Christine Segui (Union de la Droite, 41,82 %) et Valérie Gervois et Alexandre Pallares (FN, 19,88 %). Le taux de participation est de 48,16 % (19 415 votants sur 40 317 inscrits) contre 44,44 % au niveau départemental et 50,17 % au niveau national.
Le parti communiste et le parti socialiste appellent à voter au second tour pour les candidats de l'UMP, afin de faire barrage au Front national
Au second tour, Jean-Daniel Amsler et Marie-Christine Segui (Union de la Droite) sont élus avec 75,74 % des suffrages exprimés et un taux de participation de 44,38 % (12 088 voix pour 17 892 votants et 40 317 inscrits).

#### Élections de juin 2021
Le premier tour des élections départementales de 2021 est marqué par un très faible taux de participation (33,26 % au niveau national). Dans le canton de Saint-Maur-des-Fossés-2, ce taux de participation est de 30,29 % (12 481 votants sur 41 201 inscrits) contre 29,98 % au niveau départemental. À l'issue de ce premier tour, deux binômes sont en ballottage : Jean-Daniel Amsler et Marie-Christine Ségui (LR, 37,78 %) et Denis Öztorun et Eliane Simon (Union à gauche avec des écologistes, 33,88 %).
Le second tour des élections est marqué une nouvelle fois par une abstention massive équivalente au premier tour. Les taux de participation sont de 34,36 % au niveau national, 32,99 % dans le département et 34,77 % dans le canton de Saint-Maur-des-Fossés-2. Jean-Daniel Amsler et Marie-Christine Ségui (LR) sont élus avec 60,27 % des suffrages exprimés (8 274 voix pour 14 331 votants et 41 220 inscrits),,.
Marie-Christine Ségui à quitté LR et a rejoint Horizons au début de l'année 2023.

## Composition
| Nom                                           | Code Insee | Intercommunalité         | Superficie (km2) | Population (dernière pop. légale)                | Densité (hab./km2) | Modifier                                    |
| --------------------------------------------- | ---------- | ------------------------ | ---------------- | ------------------------------------------------ | ------------------ | ------------------------------------------- |
| Saint-Maur-des-Fossés (bureau centralisateur) | 94068      | Métropole du Grand Paris | 11,25            | Fraction : 13 156 (2022) Commune : 76 010 (2022) | 6 756              | modifier les données · modifier les données |
| Bonneuil-sur-Marne                            | 94011      | Métropole du Grand Paris | 5,51             | 18 340 (2022)                                    | 3 328              | modifier les données · modifier les données |
| Ormesson-sur-Marne                            | 94055      | Métropole du Grand Paris | 3,41             | 10 589 (2022)                                    | 3 105              | modifier les données · modifier les données |
| Sucy-en-Brie                                  | 94071      | Métropole du Grand Paris | 10,43            | 27 593 (2022)                                    | 2 646              | modifier les données · modifier les données |
| Canton de Saint-Maur-des-Fossés-2             | 9418       |                          |                  | 69 678 (2022)                                    |                    | modifier les données                        |

Le canton de Saint-Maur-des-Fossés-2 comprend :
1. trois communes entières,
2. la partie de la commune de Saint-Maur-des-Fossés non incluse dans le canton de Saint-Maur-des-Fossés-1, soit celle située au sud d'une ligne définie par l'axe des voies et limites suivantes : depuis la limite territoriale de la commune de Maisons-Alfort, cours de la Marne, jusqu'au croisement du quai de la Pie et du quai de Bonneuil, quai de la Pie, avenue du Raincy, place de la Pie, rue Paul-Déroulède, boulevard du Général-Giraud, place Bourbaki, boulevard du Général-Giraud, boulevard de Créteil, rond-point du boulevard de Créteil, rue Garibaldi, place Garibaldi, place d'Adamville-Kennedy, rue Garibaldi, boulevard des Mûriers, avenue Louis-Blanc, boulevard de la Marne, avenue Jeanne-d'Arc, avenue Caffin, rue Arago, voie de chemin de fer jusqu'à la Marne et la limite territoriale de la commune de Bonneuil-sur-Marne.

## Démographie
En 2022, le canton comptait 69 678 habitants, en évolution de +3,36 % par rapport à 2016 (Val-de-Marne : +3 %, France hors Mayotte : +2,11 %).
| 2013   | 2018   | 2022   |
| ------ | ------ | ------ |
| 65 482 | 68 551 | 69 678 |